# Ataschkade Tacht-e Rostam
Das Ataschkade Tacht-e Rostam (persisch آتشکده تخت رستم, DMG ātaškade-ye taḫt-e rostam, ‚Feuertempel des Throns von Rostam‘) ist ein Feuertempel bei Schahriyar in Iran. 

## Lage und Name
Er liegt in der Nähe von Parand Schahriyar in der Provinz Teheran. Der Feuertempel befindet sich auf einem 1318 m hohen Berg gleichen Namens und das Gelände ist etwa 10 Hektar groß. Der Name ist nicht der originale Name der Stätte, da Rostam eine iranische Sagengestalt ist und alte vergessene Orte mit Sagen in Verbindung gebracht wurden. Dieser Tempel gehört nicht zu den sieben berühmtesten und bekanntesten zoroastrischen Feuertempeln der Antike im iranischen Hochland.

## Bauwerk
Das Bauwerk besteht aus zwei Ebenen:
- Obere Ebene: An der Spitze dieser Ebene befindet sich unter freiem Himmel ein quaderförmiger Thron, der die Abmessungen 2 m auf 12 m hat und das je nach Zeitalter und historischen Perioden als Kaaba e Zarduscht (Cabus  Zoroasters), Hutkrone von Rostam, Kornnay-Chaneh (vergleichbar mit Alpenhorn) bis Taubenhaus[2] bezeichnet wurde. Hier befand sich eine Feuerstelle, die nur bei Meditationszeremonien angezündet wurde. Diese Feuerstelle an der Spitze wurde von der Ewigen Flamme angezündet, die im Kloster aufbewahrt wurde.

- Untere Ebene: In der unteren Ebene gibt es auch eine Rampe, die zu Meditationsräumen führt. Etwa 15 m vom Hut oder Kabus entfernt befindet sich ein relativ gut erhaltenes, aus vier Kammern bestehendes Wohn- und Meditationsgewölbe, das ungefähr 2,38 m hoch ist. Hier wurde die heilige ewige Flamme aufbewahrt. Der Wohnraum hat zwei Eingänge und die Kammer ist mit Stein und Kalk bzw. Gips gebaut worden. Das Bauwerk soll in den Zeiten der Sassaniden gebaut worden sein, aufgrund der Witterung sind viele Stellen stark beschädigt. Im Jahre 1937 wurde das zoroastrische Bauwerk in die Liste des nationalen Kulturerbes Irans aufgenommen und die Regierung versprach, das Ataschkade-ye Tacht-e Rostam zu renovieren.